# Psychoda absidata
Psychoda absidata är en tvåvingeart som beskrevs av Quate 1967. Psychoda absidata ingår i släktet Psychoda och familjen fjärilsmyggor. Inga underarter finns listade i Catalogue of Life.